# Paul Otto
Paul Otto, nemški general in vojaški ataše, * 12. julij 1881, † 14. januar 1961.